# Камизано
Камизано (итал. Camisano) је насеље у Италији у округу Кремона, региону Ломбардија.
Према процени из 2011. у насељу је живело 1140 становника. Насеље се налази на надморској висини од 94 м.

## Становништво
| 1936. | 1951. | 1961. | 1971. | 1981. | 1991. | 2001. | 2011. |
| ----- | ----- | ----- | ----- | ----- | ----- | ----- | ----- |
| 1.557 | 1.636 | 1.189 | 1.026 | 1.178 | 1.143 | 1.225 | 1.303 |